# Мюллер, Ирина
Ирина Мюллер (нем. Irina Müller; род. 10 октября 1951, Лейпциг, Саксония), в замужестве Вайсе (нем. Weiße) — немецкая гребчиха, выступавшая за сборную ГДР по академической гребле в 1970-х годах. Чемпионка летних Олимпийских игр в Монреале, двукратная чемпионка мира, серебряная и бронзовая призёрка чемпионатов Европы, победительница многих регат национального и международного значения. Также известна как юрист, судья по социальным делам.

## Биография
Ирина Мюллер родилась 10 октября 1951 года в Лейпциге, ГДР. Проходила подготовку в Берлине в столичном спортивном клубе «Динамо».
Первого серьёзного успеха на взрослом международном уровне добилась в сезоне 1971 года, когда вошла в основной состав восточногерманской национальной сборной и побывала на чемпионате Европы в Копенгагене, откуда привезла награду бронзового достоинства, выигранную в зачёте распашных рулевых четвёрок — в финале её команду обошли только экипажи из СССР и Румынии.
В 1973 году на европейском первенстве в Москве стала серебряной призёркой в восьмёрках, уступив на финише сборной Советского Союза.
В 1974 году одержала победу в восьмёрках на чемпионате мира в Люцерне.
В 1975 году выиграла золотую медаль в рулевых распашных четвёрках на мировом первенстве в Ноттингеме.
Благодаря череде удачных выступлений удостоилась права защищать честь страны на летних Олимпийских играх 1976 года в Монреале — совместно с Виолой Горецки, Илоной Рихтер, Кристиане Кнеч, Бригитте Аренхольц, Хенриеттой Эберт, Хельмой Леман, Моникой Каллис и рулевой Мариной Вильке обошла всех соперниц в программе женских восьмёрок, завоевав тем самым золотую олимпийскую медаль. За это выдающееся достижение по итогам сезона была награждена орденом «За заслуги перед Отечеством» в серебре.
Вскоре после монреальской Олимпиады Мюллер вышла замуж за немецкого гребца Штефана Вайсе и завершила спортивную карьеру. Получив высшее юридическое образование, впоследствии работала адвокатом и судьёй по социальным делам в Нойруппине. Родила четверых детей.
Обнародованные в 2011 году архивные документы показали, что Ирина Мюллер в своё время являлась внештатной сотрудницей Министерства государственной безопасности ГДР.